# Сигизмунд Август и Барбара во дворце Радзивиллов в Вильно
«Сигизмунд Август и Барбара во дворце Радзивиллов в Вильно» (пол. Zygmunt August z Barbarą na dworze radziwiłłowskim w Wilnie) — название двух картин польского художника Яна Матейко на один и тот же исторический сюжет, созданных в 1864 и 1867 годах. Первая картина хранится в Доме Яна Матейко в Кракове, вторая — в Национальном музее в Варшаве.

## Описание
Матейко изобразил короля польского и великого князя литовского Сигизмунда Августа и его вторую жену Барбару Радзивилл. Они женились по любви, мать короля и вся польская аристократия были против этого брака, и Барбара умерла совсем молодой — возможно, была отравлена. На обеих картинах Сигизмунд Август и Барбара стоят обнявшись на фоне распахнутого окна.